# Oszillierendes neuronales Netzwerk
|  | Dieser Artikel wurde aufgrund von formalen oder inhaltlichen Mängeln in der Qualitätssicherung Biologie zur Verbesserung eingetragen. Dies geschieht, um die Qualität der Biologie-Artikel auf ein akzeptables Niveau zu bringen. Bitte hilf mit, diesen Artikel zu verbessern! Artikel, die nicht signifikant verbessert werden, können gegebenenfalls gelöscht werden. Lies dazu auch die näheren Informationen in den Mindestanforderungen an Biologie-Artikel. |

Oszillierende neuronale Netze (engl. Oscillatory Neural Network) sind  durch  zwischen Neuronen oszillierende Erregungsmuster funktional phänomenologisch definierte Verbände von Neuronen. Oszillierende neuronale Netze kommen im menschlichen Gehirn insbesondere im Bereich der Wahrnehmung vor. Sie zeichnen sich durch eine schnelle Anpassbarkeit an dynamische Systeme aus und erfordern kein Langzeittraining.
Modelle von oszillierenden neuronale Netzwerken werden beispielsweise in der Sprachverarbeitung eingesetzt.